# Tarbock
Tarbock – wieś w Anglii, w hrabstwie ceremonialnym Merseyside, w dystrykcie metropolitalnym Knowsley. Leży 13 km na wschód od centrum Liverpoolu i 277 km na północny zachód od Londynu. W 2001 miejscowość liczyła 2382 mieszkańców.